# Rikke Møller Pedersen
Rikke Møller Pedersen, née le 9 janvier 1989 à Odense, est une nageuse danoise spécialiste de la brasse.

## Biographie
Lors des championnats du monde en petit bassin qui se sont tenus à Dubaï en 2010, Rikke Pedersen participe aux 50 m brasse, 100 m brasse et 200 m brasse. Dans le 50 m brasse, elle termine avec le 12e temps des demi-finales en 30 s 65. Dans le 100 m brasse, elle termine 4e de la finale en 1 min 04 s 80. Finalement, elle décroche le bronze dans le 200 m brasse en 2 min 18 s 82.
Lors des Championnats du monde 2013 disputés à Barcelone, Pedersen bat en demi-finale le record du monde du 200 mètres brasse. Elle est cependant battue le lendemain en finale par la Russe Yuliya Efimova.

## Palmarès

### Jeux olympiques
- Jeux olympiques de 2016 à Rio de Janeiro ( Brésil) :
  -  Médaille de bronze sur le relais 4 × 100 m quatre nages

### Championnats du monde
Grand bassin
- Championnats du monde 2013 à Barcelone (Espagne) :
  -  Médaille d'argent sur 200 m brasse
- Championnats du monde 2015 à Kazan (Russie) :
  -  Médaille de bronze sur 200 m brasse

Petit bassin
- Championnats du monde de natation en petit bassin 2010 à Dubaï (Émirats arabes unis) :
  -  Médaille de bronze sur 200 m brasse

- Championnats du monde de natation en petit bassin 2012 à Istanbul (Turquie) :
  -  Médaille d'or sur 200 m brasse
  -  Médaille d'or sur 4 × 100 m quatre nages
  -  Médaille de bronze sur 100 m brasse

### Championnats d'Europe
Grand bassin
- Championnats d'Europe 2010 à Budapest (Hongrie) :
  -  Médaille d'argent sur 100 m brasse
  -  Médaille de bronze sur 200 m brasse

- Championnats d'Europe 2014 à Berlin (Allemagne) :
  -  Médaille d'or sur 100 m brasse
  -  Médaille d'or sur 200 m brasse
  -  Médaille d'or au titre du relais 4 × 100 m quatre nages

- Championnats d'Europe 2016 à Londres (Royaume-Uni) :
  -  Médaille d'or sur 200 m brasse

Petit bassin
- Championnats d'Europe en petit bassin 2009 à Istanbul (Turquie) :
  -  Médaille d'or sur 200 m brasse

- Championnats d'Europe en petit bassin 2011 à Szczecin (Pologne) :
  -  Médaille d'or sur 200 m brasse
  -  Médaille d'or au titre du relais 4 × 50 m quatre nages
  -  Médaille d'argent sur 100 m brasse

- Championnats d'Europe en petit bassin 2012 à Chartres (France) :
  -  Médaille d'or sur 100 m brasse
  -  Médaille d'or sur 200 m brasse
  -  Médaille d'or au titre du relais 4 × 50 m quatre nages
  -  Médaille d'argent sur 50 m brasse

- Championnats d'Europe en petit bassin 2013 à Herning (Danemark) :
  -  Médaille d'argent sur 200 m brasse
  -  Médaille d'argent au titre du relais 4 × 50 m quatre nages
  -  Médaille de bronze sur 100 m brasse

## Meilleurs temps personnels
Les meilleurs temps personnels établis par Rikke Møller Pedersen dans les différentes disciplines sont détaillés ci-après.
| Épreuve                   | Bassin | Temps         | Compétition                                            | Lieu                    | Date            |
| 50 m nage libre           | 50 m   | 27 s 98       | HCA Swimcup                                            | Odense                  | 20 mai 2006     |
| 100 m nage libre          | 50 m   | 1 min 00 s 70 | Danish Open Championships                              | Odense                  | 24 mars 2005    |
| 50 m dos                  | 50 m   | 30 s 39       | Championnats d'Europe de natation en petit bassin 2010 | Eindhoven               | 22 mars 2008    |
| 100 m dos                 | 50 m   | 1 min 06 s 13 | Championnats open du Danemark                          | Gladsaxe                | 3 juillet 2008  |
| 200 m dos                 | 50 m   | 2 min 30 s 06 | HCA Swimcup                                            | Odense                  | 20 mai 2006     |
| 50 m brasse               | 50 m   | 31 s 23       | Championnats du monde de natation 2009                 | Rome (Italie)           | 1er août 2009   |
| 100 m brasse              | 50 m   | 1 min 06 s 38 | Championnats du monde de natation 2009                 | Rome (Italie)           | 28 juillet 2009 |
| 200 m brasse              | 50 m   | 2 min 23 s 34 | Championnats du monde de natation 2009                 | Rome (Italie)           | 30 juillet 2009 |
| 50 m papillon             | 50 m   | 28 s 78       | H. C. Andersen Swim Cup                                | Odense                  | 17 mai 2009     |
| 100 m papillon            | 50 m   | 1 min 09 s 39 | Championships Region West                              | Arhus                   | 27 février 2005 |
| 200 m 4 nages             | 50 m   | 2 min 20 s 99 | DM-L og DJM-L og Danish Open                           | Esbjerg                 | 31 mars 2010    |
| 400 m 4 nages             | 50 m   | 5 min 05 s 19 | Slovenija Open                                         | Ravne na Koroskem (SLO) | 24 juillet 2010 |
| 100 m nage libre (relais) | 50 m   | 58 s 95       | Grand Prix 2 / West                                    | Hjoerring               | 28 février 2009 |
| 200 m nage libre (relais) | 50 m   | 2 min 12 s 45 | DM-L og DJM-L og Danish Open                           | Esbjerg                 | 28 mars 2010    |
| 100 m brasse (relais)     | 50 m   | 1 min 06 s 59 | Championnats du monde de natation 2009                 | Rome (Italie)           | 1er août 2009   |

| Épreuve                   | Bassin | Temps         | Compétition                                            | Lieu                   | Date              |
| 50 m nage libre           | 25 m   | 27 s 06       | Championnats du Danemark en petit bassin               | Naerum                 | 4 décembre 2004   |
| 100 m nage libre          | 25 m   | 59 s 82       | Danish Short Course Championships                      | Arhus                  | 29 octobre 2006   |
| 200 m nage libre          | 25 m   | 2 min 15 s 98 | Grand Prix 1/ Vest Kortbane                            | Arhus                  | 26 septembre 2009 |
| 400 m nage libre          | 25 m   | 4 min 36 s 18 | Klubmesterskab STO95                                   | Odense                 | 20 novembre 2005  |
| 50 m dos                  | 25 m   | 29 s 38       | Championnats d'Europe de natation en petit bassin 2007 | Debrecen (Hongrie)     | 15 décembre 2007  |
| 100 m dos                 | 25 m   | 1 min 04 s 17 | DM-K og DJM-K                                          | Kolding                | 24 octobre 2008   |
| 200 m dos                 | 25 m   | 2 min 26 s 70 | Danish Short Course Championships                      | Arhus                  | 25 mars 2004      |
| 50 m brasse               | 25 m   | 30 s 18       | Vladimir Salnikov's Cup                                | Saint Petersburg (RUS) | 20 décembre 2009  |
| 100 m brasse              | 25 m   | 1 min 04 s 21 | Vladimir Salnikov's Cup                                | Saint Petersburg (RUS) | 19 décembre 2009  |
| 200 m brasse              | 25 m   | 2 min 16 s 66 | Championnats d'Europe de natation en petit bassin 2009 | Istanbul (Turquie)     | 11 décembre 2009  |
| 50 m papillon             | 25 m   | 29 s 45       | Grand Prix 1/ Vest Kortbane                            | Arhus                  | 26 septembre 2009 |
| 100 m papillon            | 25 m   | 1 min 05 s 18 | DMH Open                                               | Esbjerg                | 22 avril 2006     |
| 100 m 4 nages             | 25 m   | 1 min 00 s 58 | Dm-K Og Djm-K                                          | Odense                 | 24 octobre 2009   |
| 200 m 4 nages             | 25 m   | 2 min 13 s 54 | Dm-K Og Djm-K                                          | Odense                 | 22 octobre 2009   |
| 400 m 4 nages             | 25 m   | 4 min 45 s 19 | DM-K og DJM-K                                          | Broenshoej             | 5 décembre 2010   |
| 50 m nage libre (relais)  | 25 m   | 26 s 24       | Dm-K Og Djm-K                                          | Odense                 | 22 octobre 2009   |
| 100 m nage libre (relais) | 25 m   | 57 s 21       | Dm-K Og Djm-K                                          | Odense                 | 25 octobre 2009   |
| 200 m nage libre (relais) | 25 m   | 2 min 08 s 18 | Dm-K Og Djm-K                                          | Odense                 | 24 octobre 2009   |
| 50 m brasse (relais)      | 25 m   | 29 s 60       | Championnats d'Europe de natation en petit bassin 2009 | Istanbul (Turquie)     | 12 décembre 2009  |
| 100 m brasse (relais)     | 25 m   | 1 min 04 s 16 | Dm-K Og Djm-K                                          | Odense                 | 23 octobre 2009   |
| 100 m papillon (relais)   | 25 m   | 1 min 03 s 16 | DM-H Aben Klasse, 1. division                          | Helsingoer             | 10 avril 2010     |